# Érable de Crète
Acer sempervirens
Espèce
Synonymes
- Acer creticum var. cuneifolium Spach[1]
- Acer creticum auct., non L.[2]
- Acer heterophyllum Willd.[1]
- Acer orientale L.[1]
- Acer orientale auct., non L.[2]
- Acer willkommii Wettst.[1]

Statut de conservation UICN

 LC  : Préoccupation mineure
L'Érable de Crète (Acer sempervirens ou Acer creticum ou Acer orientale) est une espèce d’arbres de la famille des Sapindaceae. C’est, avec Acer paxii, un des seuls érables à ne pas perdre ses feuilles en hiver.
Proche d’Acer monspessulanum, Acer sempervirens est endémique de Crète et poussant dans l'est du bassin méditerranéen. Ses petites feuilles vertes luisantes et épaisses sont composées de 3 lobes.
Il peut supporter un climat allant jusqu'à la zone USDA 6.